# Paradiscocyrtus
Paradiscocyrtus is een geslacht van hooiwagens uit de familie Gonyleptidae.
De wetenschappelijke naam Paradiscocyrtus is voor het eerst geldig gepubliceerd door Mello-Leitão in 1927. 

## Soorten
Paradiscocyrtus omvat de volgende 3 soorten:
- Paradiscocyrtus cerayanus
- Paradiscocyrtus neglectus
- Paradiscocyrtus trochanteralis